# Erik Roost
Erik Roost (* 18. April 1977 in Berlin als Erik Schmidt) ist ein deutscher Politiker (FDP).
Nach dem Besuch des Gymnasiums, welches er mit dem Abitur beendete, begann Roost 1996 Rechtswissenschaften an der Humboldt-Universität zu Berlin zu studieren. Im selben Jahr trat er der FDP und den Jungen Liberalen bei. Bei den JuLis gehörte er dem Landesvorstand an und war von 1997 bis 2001 deren Landesgeschäftsführer, 1999 wurde er Vorsitzender des Bundesarbeitskreises Umwelt und Energie. Ferner saß er im Bezirksvorstand der FDP in Hellersdorf und war Sprecher des Bezirksausschusses in Marzahn. Nach der Fusion der beiden Bezirke war er Schatzmeister, stellvertretender Vorsitzender und ab 2006 Vorsitzender des Bezirksverbandes Marzahn-Hellersdorf. 2002 wurde er in den Landesvorstand der FDP gewählt, für die er von 2001 bis 2006 dem Abgeordnetenhaus von Berlin angehörte.
Roost trat im Mai 2008 vom Vorsitz des Bezirksverbandes Hellersdorf zurück. Hintergrund war eine Auseinandersetzung mit Sebastian Czaja, der von 2006 bis 2011 dem Abgeordnetenhaus von Berlin angehörte.
Er gründete zwischenzeitlich an seinem neuen Wohnsitz Temmels in Rheinland-Pfalz die Wählergruppe Roost und betätigt sich kommunalpolitisch.

## Privates
Erik Schmidt nahm nach seiner Heirat den Namen Roost an. Im Herbst 2008 zog er beruflich nach Luxemburg und wohnt in der Gemeinde Temmels in Rheinland-Pfalz.